# Hojo Ujitsuna

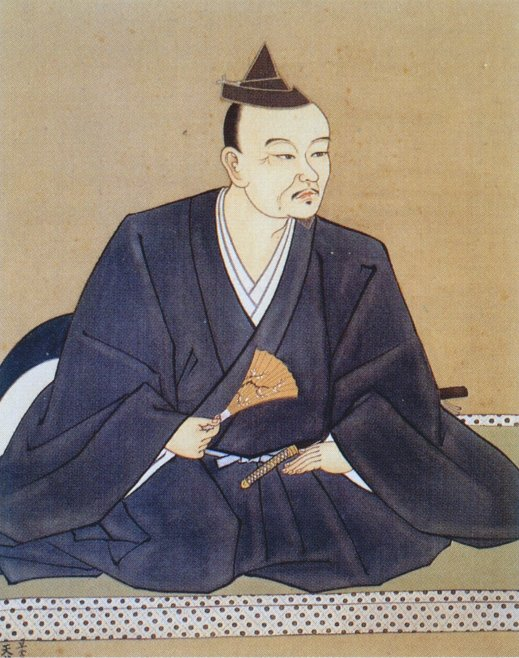

Hojo Ujitsuna (Japans: 北条氏綱, Hōjō Ujitsuna) (1487 - 1541) was de zoon en opvolger van Hojo Soun, stichter van de late Hojo-clan. Hij ging door met zijn vaders queeste om controle te krijgen over de regio Kanto, op het Japanse eiland Honshu. Hij wordt genoemd als degene die de Ise-clan hernoemde naar Hojo-clan, naar het voorbeeld van de machtige Hojo-clan die als shikken de macht hadden tijdens het Kamakura-shogunaat. 
In 1524 veroverde Ujitsuna kasteel Edo, dat toebehoorde aan Uesugi Tomooki, waarmee hij een lange rivaliteit creëerde tussen de Hojo en de Uesugi. Twee jaar later zouden de Uesugi Kamakura platbranden, wat een groot symbolisch verlies was voor de Hojo, omdat de eerdere Hojo-clan waar zij de naam van hadden aangenomen, ten onder ging na het beleg van Kamakura in 1333. 
in 1535 vielen de Uesugi nogmaals aan, toen Ujitsuna weg was om tegen de Takeda te vechten; Ujitsuna keerde echter terug en verdreef Uesugi Tomooki. Na de dood van Uesugi Tomooki twee jaar later, maakte Ujitsuna van de situatie gebruik door kasteel Kawagoe te veroveren, en daarmee zijn controle over de regio Kanto te vergroten.
Ujitsuna zou in 1538 de slag bij Kōnodai winnen, en daarmee de macht in de provincie Shimosa. In de daarop volgende jaren tot zijn dood in 1541 overzag Ujitsuna de wederopbouw van Kamakura, als symbool van de macht van de Hojo, en de uitbreiding van de kastelen te Odawara en Edo. Hij werd opgevolgd als hoofd van de Hojo-clan en heer van Odawara door zijn zoon Hojo Ujiyasu.